# Liste der Pfarren im Dekanat Montafon
Das Dekanat Montafon ist ein Dekanat der römisch-katholischen Diözese Feldkirch, die zur Salzburger Kirchenprovinz gehört.

## Seelsorgestellen mit Kirchengebäuden und Kapellen
| Ort                   | Pfarrverband       | Patrozinium                  | Kirchen und Kapellen                                                                                           | Bild                                          |
| Bartholomäberg        |                    | Bartholomäus                 | Pfarrkirche Bartholomäberg Jetzmunter Mariakapelle, Montjolakapelle, Rellsecker Johanneskapelle, Valleukapelle | St. Bartholomäus                              |
| Gantschier            | Mittleres Montafon | Josef der Arbeiter           | Pfarrkirche Gantschier                                                                                         | St. Josef der Arbeiter                        |
| Gargellen             |                    | Maria Magdalena              | Kuratienkirche Gargellen Fideliskapelle                                                                        | Hl. Maria Magdalena                           |
| Gaschurn              |                    | Michael                      | Pfarrkirche Gaschurn Kapelle Maria Schnee, Ganeukapelle, Mahlerkapelle                                         | St. Michael                                   |
| Gortipohl             |                    | Nikolaus                     | Kuratienkirche Gortipohl                                                                                       | Kuratienkirche St. Nikolaus                   |
| Innerberg             |                    | Unbefleckte Empfängnis Mariä | Kuratienkirche Innerberg Innerberger Mariakapelle                                                              | Mariä Unbefleckte Empfängnis                  |
| Partenen              |                    | Martin                       | Kuratienkirche Partenen Barbarakapelle auf der Bielerhöhe                                                      | St. Martin                                    |
| St. Anton im Montafon |                    | Antonius Eremit              | Pfarrkirche St. Anton im Montafon                                                                              | St. Antonius Eremit                           |
| St. Gallenkirch       |                    | Gallus                       | Pfarrkirche St. Gallenkirch Kapelle Außergant                                                                  | St. Gallus                                    |
| Schruns               | Mittleres Montafon | Jodok                        | Pfarrkirche Schruns Kloster Gauenstein, Litzkapelle, Kapelle im Josefsheim                                     | St. Jodok                                     |
| Silbertal             | Mittleres Montafon | Nikolaus                     | Pfarrkirche Silbertal Kristbergkirche                                                                          | St. Nikolaus                                  |
| Tschagguns            | Mittleres Montafon | Mariä Geburt                 | Pfarrkirche Tschagguns Filialkirche Latschau, Bitschweiler Mariakapelle, Kristakapelle, Ziegerbergkapelle      | Mariä Geburt                                  |
| Vandans               | Mittleres Montafon | Johannes der Täufer          | Neue Pfarrkirche Vandans Alte Pfarrkirche Vandans, Venser Wallfahrtskapelle, Rellser Mariahilfkapelle          | Alte und Neue Pfarrkirche Johannes der Täufer |

## Dekanat Montafon
Es umfasst 13 Seelsorgestellen im Montafon im Bezirk Bludenz – die Kirchen der Gemeinden Lorüns und Stallehr gehören historisch zum Dekanat Bludenz-Sonnenberg. Die Laurentiuskirche in Bludenz gilt als Mutterkirche aller Seelsorgen im Montafon.

## Geschichte
Ursprünglich bestand der Verband der Kirchspiele des Tals Montafon als Gemeinde Montafon, assoziiert waren auch die angrenzenden Walsergemeinden Galtür und Ischgl im Paznaun.
Im Jahre 1816 wurde das kirchliche Gebiet endgültig vom Bistum Chur abgetrennt, und Brixen unterstellt. Das Dekanat selbst besteht seit 1821. Es gehörte bis zum 8. Dezember 1968 zum Bistum Innsbruck, dann wurde die eigene Diözese Feldkirch für Vorarlberg errichtet.